# Stobierna (powiat rzeszowski)
Stobierna – wieś w Polsce położona w województwie podkarpackim, w powiecie rzeszowskim, w gminie Trzebownisko. Położona jest wzdłuż drogi krajowej nr 19.
Wieś posiada status sołectwa.
Tradycyjnie, w ostatnią niedzielę lipca, obchodzone są Dni Stobiernej.
W latach 1975–1998 miejscowość należała administracyjnie do województwa rzeszowskiego.

## Części wsi
| SIMC    | Nazwa      | Rodzaj    |
| ------- | ---------- | --------- |
| 0664510 | Dół        | część wsi |
| 0664527 | Kmiecice   | część wsi |
| 0664533 | Krzywe     | część wsi |
| 0664540 | Pod Arendą | część wsi |
| 0664556 | Pod Lasem  | część wsi |
| 0664562 | Podedwór   | część wsi |
| 0664579 | Poręby     | część wsi |
| 0664585 | Sitarka    | część wsi |
| 0664591 | Zagrody    | część wsi |

## Oświata
We wsi znajdują się:
- Dwie biblioteki szkolne
- Biblioteka publiczna
- Zespół Szkół nr 1 (przedszkole, szkoła podstawowa)
- Zespół Szkół nr 2 im. Ludwika Nabielaka (szkoła podstawowa)[6]

## Obiekty
- Dwa domy ludowe
- Dwa stadiony sportowe
- Estrada taneczna (zadaszona)
- Remiza strażacka Ochotniczej Straży Pożarnej
- Kościół parafialny
- Kaplica dojazdowa (Stobierna - Krzywe)
- Przydrożne kapliczki

## Organizacje i stowarzyszenia
- Klub Sportowy Stobierna (piłka nożna – w sezonie 2016/2017 klasa okręgowa grupa Rzeszów)[7]
- Ludowy Klub Sportowy Stobierna - Krzywe (piłka nożna – w sezonie 2016/2017 klasa B grupa Rzeszów I)[8]
- Ochotnicza Straż Pożarna

## Przemysł i usługi
W miejscowości przeważają prywatne, małe i kilka większych firm rodzinnych z dominacją zakładów stolarskich.

## Historia wsi
Dokumenty źródłowe po raz pierwszy wymieniły Stobiernę 3 lutego 1409 roku przy okazji założenia parafii w Łące przez Jana Feliksa Rzeszowskiego. Sama wieś jest z pewnością nieco starsza, gdyż przed 1409 rokiem należała ona razem z okolicznymi miejscowościami do parafii Staromieście. Początki wsi Stobierna, tj. wiek XV-XVI, były związane z parafią w Łące. W 1409 roku parafię Łąka tworzyły wsie: Łąka, Łukawiec, Palikówka i Stobierna. Przysiółek Krzywe stał się częścią parafii Nienadówka z uwagi na sąsiedztwo, zaś pozostała część wsi należała do parafii w Łące.
8 sierpnia 1943 Wehrmacht, żandarmeria i policja niemiecka pod dowództwem gestapowców Floschke i Pottenbauma otoczył wieś. Niemcy zebrali mężczyzn obok cmentarza, wybrali 17 spośród nich i rozstrzelali. W czasie pacyfikacji śmierć poniosło jeszcze kilka osób. Hitlerowcy podpalili wiele zabudowań. Około 10 osób wywieziono do obozów koncentracyjnych. W 1969 odsłonięto pomnik poświęcony pomordowanym mieszkańcom wsi.

## Historia parafii
W 1789 r. powstała parafia Stobierna. Wieś Stobierna została wyłączona z parafii Łąka razem z Wólką pod Lasem oraz przysiółkami Grond i Gęsiówka. W tymże roku został wzniesiony drewniany kościół pod wezwaniem Podwyższenia Krzyża Świętego, który był konsekrowany w 1847 r. Kościół ufundował właściciel dóbr sokołowskich Benedykt Józef Grabiński.
Przez 230 lat istnienia parafii w Stobiernej zmieniała się jej przynależność administracyjna. W latach 1789–1992 parafia należała do diecezji przemyskiej i dekanatu rzeszowskiego. W 1929 roku parafię przyłączono do dekanatu sokołowskiego.  W 1992 r. nastąpiły zmiany w podziale terytorialnym diecezji. Powstała wówczas diecezja rzeszowska, w skład której do dziś wchodzi parafia Stobierna. Od chwili powstania parafii do 1983 r. nie zmienił się skład wsi i przysiółków, które ją tworzyły. Zmiany nastąpiły dopiero w 1983 r., kiedy to powstała samodzielna parafia w Wólce Podleśnej. W związku z utworzeniem nowej parafii spadła tym samym liczba parafian stobierneńskich. Od 7 października 2004 należy do dekanatu Rzeszów Północ.
W drugi dzień Świąt Wielkanocnych, tj. 7 kwietnia 1890, pożar zniszczył drewniany kościół w Stobiernej. Nowy kościół w Stobiernej usytuowany został na wzgórzu w centralnym punkcie wsi, na miejscy starej, drewnianej świątyni. Nie jest znany architekt, który zaprojektował ten kościół. Zbudowany został w latach 1890–1891, w stylu neogotyckim, z czerwonej palonej cegły. Kubatura budynku wynosi 6499 m². W październiku 1894 r. na Wystawie Lwowskiej zakupiono organy wykonane przez J. Grocholskiego.
W 1922 r. sprowadzono do parafii dwa dzwony, zakupione z fabryki Karola Schwabego z Białej. Większy dzwon o wadze 190 kg otrzymał imię Jan Chrzciciel. Drugi dzwon – mniejszy, o wadze 135 kg, został nazwany imieniem Maria i Weronika.
W czasie II wojny światowej kościół został nieznacznie uszkodzony, ale szybko został naprawiony. W końcu lat 40. XX w. założono w kościele instalację elektryczną, zaś w 1963 r. dach pokryto blachą ocynkowaną. W 1978 r. pod nadzorem Wojewódzkiego Konserwatora Zabytków w Rzeszowie dokonano renowacji polichromii. Odnowiona została wówczas nawa przez Zygmunta Stopyrę i prezbiterium przez Marka Wąsacza. Zakupiono organy, poprawiono również chór. Położona została kamienna posadzka. W 1992 r. wykonano zewnętrzną elewację kościoła. Począwszy od 1994 r., z inicjatywy ks. proboszcza Józefa Pasiaka, wykonano ogrodzenie kaplicy na Krzywem. Na przełomie 1994/1995 dokonano generalnego remontu plebanii i wybudowano ogrodzenie. W 1995 r. odnowiono figurę Chrystusa Króla, stojącą w obrębie dawnego cmentarza przykościelnego oraz wykonano prace renowacyjne organów i położono kostkę brukową wokół kościoła (przełom 1998/1999).